# Clania licheniphilus
Clania licheniphilus är en fjärilsart som beskrevs av Köhler 1939. Clania licheniphilus ingår i släktet Clania och familjen säckspinnare. Inga underarter finns listade i Catalogue of Life.